# Phyllanthus maestrensis
Phyllanthus maestrensis är en emblikaväxtart som beskrevs av Ignatz Urban. Phyllanthus maestrensis ingår i släktet Phyllanthus och familjen emblikaväxter. Inga underarter finns listade i Catalogue of Life.